# Артынов, Григорий Григорьевич
Григо́рий Григо́рьевич Арты́нов (1860 — 9 декабря 1919) — винницкий городской архитектор (1900—1919), гражданский инженер, титулярный советник, генерал-лейтенант строительной комиссии на службе военного ведомства до 1914 года.

## Биография
Григорий Артынов родился в 1860 году в городе Нежин на Черниговщине, отец его был выходцем из нежинских греков. Окончив реальное училище в Кронштадте Григорий идя по стопам своего старшего брата Михаила, поступил в Институт гражданских инженеров.
Окончив училище в 1889 году Григорий Артынов получил чин «гражданского инженера XX класса». Потом был техником при Санкт-Петербургской городской управе.
После Петербурга Артынов работал в комиссии по обустройству казарм в Ломжинской губернии. После чего в городе Луцке Артынов построил церковь Святого Пантелеймона на Рованцах (1898—1900 гг.).
В житомирской Войсковой строительной комиссии Артынов строил казармы, стратегические шоссе и подъездные пути в Дубно, Луцке, Жмеринке и Виннице. Также были построены здание бригадного управления в Жмеринке.
В Винницу Артынов приехал в сентябре 1899 года в военную командировку. 26 июля 1900 года Григорий Артынов принял приглашение винницкого городского головы Николая Васильевича Оводова стать городским архитектором. Артынов однако не оставил воинской службы, и формально был военным до 1914 года.
Одной из первых работ главного архитектора было здание министерской женской гимназии. Городской голова Николай Васильевич Оводов привлёк к финансированию строительства известного в Виннице купца и мецената Аврама Ионовича Марьянчика.
Григорий Артынов претендовал и на должность Подольского губернского архитектора, но его назначению помешала некая агентурная записка губернской жандармерии. Содержание этой записки неизвестно. Возможно причиной стал финансовый скандал, в котором был замешан его старший брат.
Григорий Григорьевич Артынов умер от тифа 9 (22) декабря 1919 года. Могила архитектора не сохранилась.

## Семья
- брат Михаил Григорьевич Артынов (1853—1913) — известный архитектор.
- В Виннице по крайней мере до 2005 года проживала правнучка Григория Григорьевича Артынова — Галинская Ирина Михайловна.

## Сооружения Артынова в Виннице

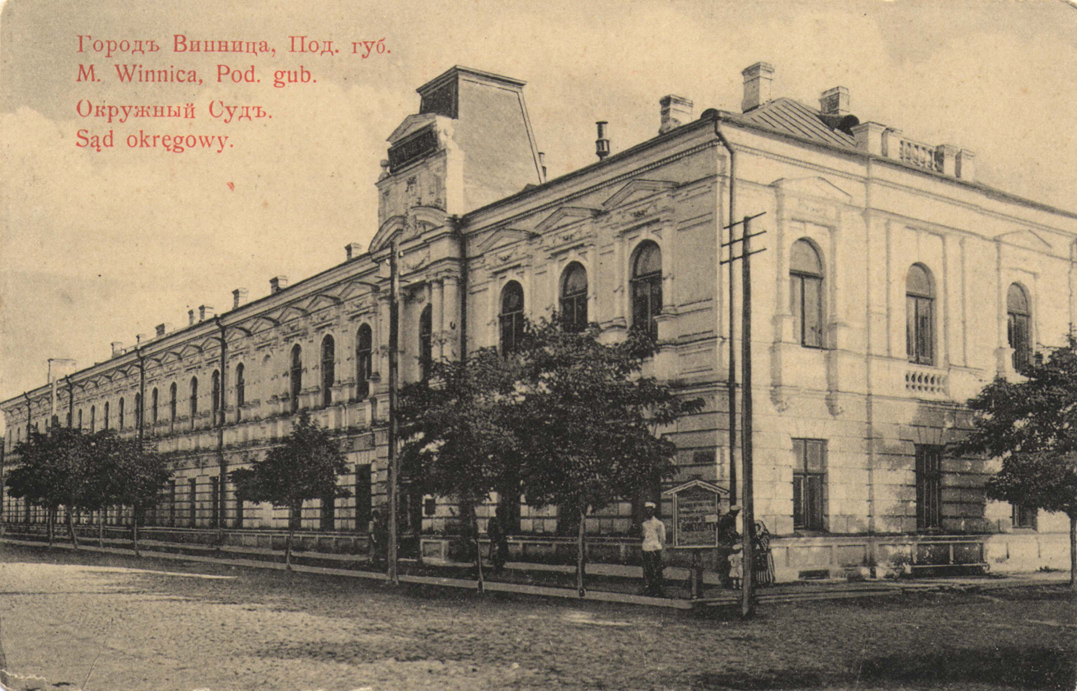
Окружной суд. Проект архитектора Министерства юстиции, академика В. А. Пруссакова. Артынов выполнил чертежи конструкций и ферм перекрытий.

- Здание женской гимназии (1900 год), теперь — школа № 2.
- Синагога Райхера (1903 год), теперь — ДЮСШ на ул. Краснокрестовской, 11.
- Городская Гоголевская библиотека (1907 год), здание разрушено во время войны в 1944 году.
- Отель «Савой» (1907—1913 гг.), теперь — отель «Украина».
- Каменные ступеньки к парому (1908 год), теперь — ступеньки в парк «На Кумбарах».
- Инженерные решения и руководство сооружением здания окружного суда и городской управы (1909—1912 гг.), теперь — дом судебных учреждений на ул. Грушевского, 17.
- Городской театр (1910 год), разрушен во время войны в 1944 году.
- Доходный дом Райхера (1910 год), теперь — жилой дом с аптекой на ул. Соборной, 44.
- церковь Воскресения Христова на православном кладбище (1910 год), теперь — действующий храм на Хмельницком шоссе, 5.
- Городская Дума (1911 год), теперь — Торгово-промышленная палата.
- Вознесенский храм (1911 год) — в первоначальном виде не сохранился.
- Водонапорная башня с первыми сооружениями винницкого водогона (1911—1912 гг.) — верхушка и положение часов изменены.
- Особняк капитана Длуголенцкого, теперь — Детская Художественная школа.
- Также по проекту Артынова были построены особняки и доходные дома — ул. Соборная 95, ул. Михайличенко 12, ул. Соборная 44, ул. Грушевского 2, ул. Зои Космодемянской — 5.

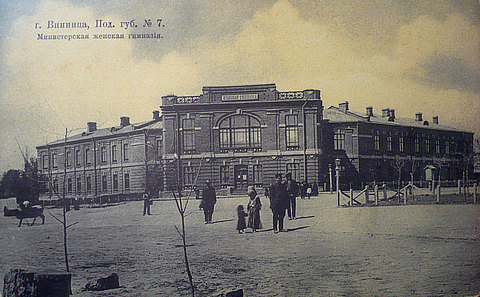
Министерская женская гимназия.
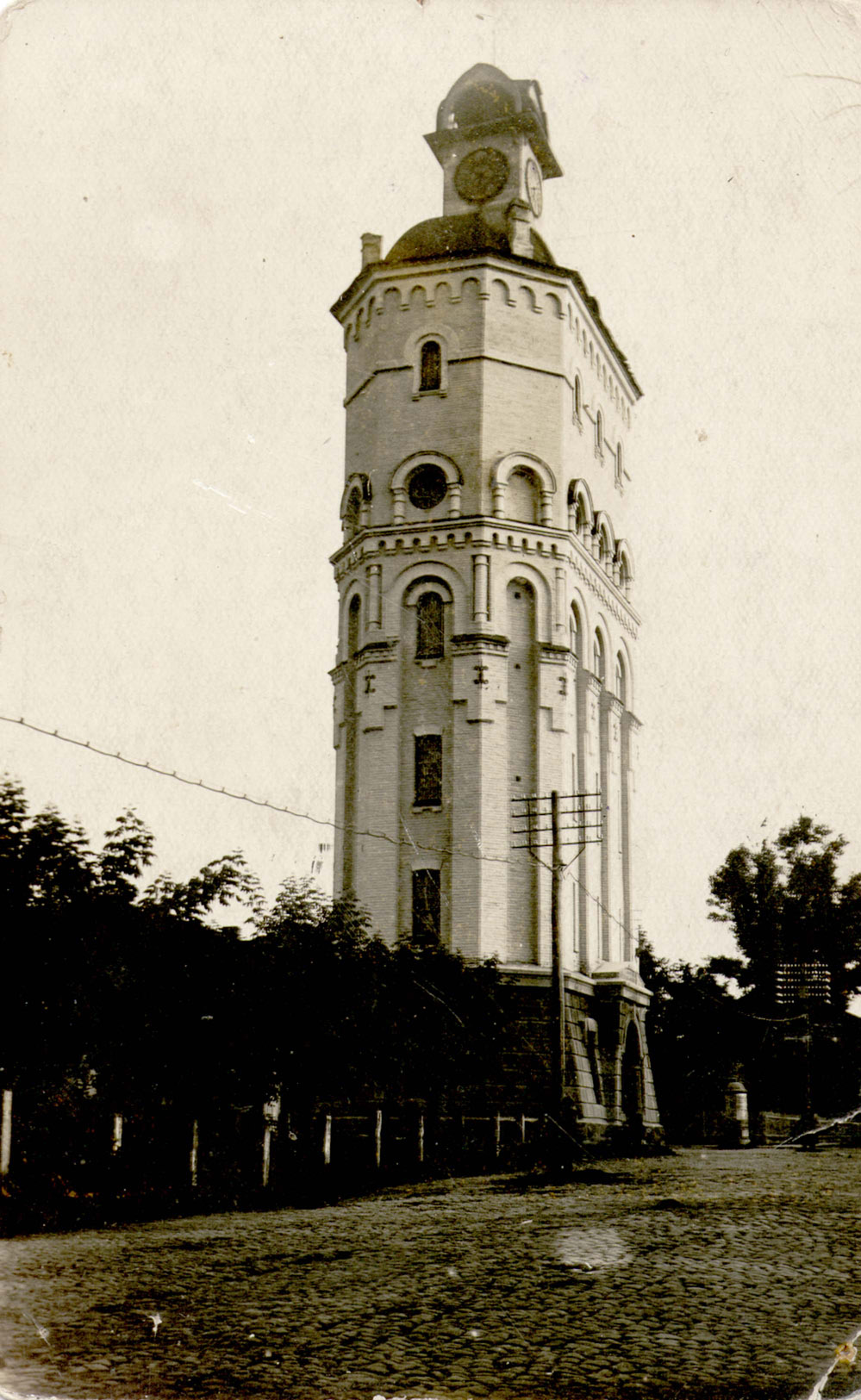
Водонапорная башня и каланча.
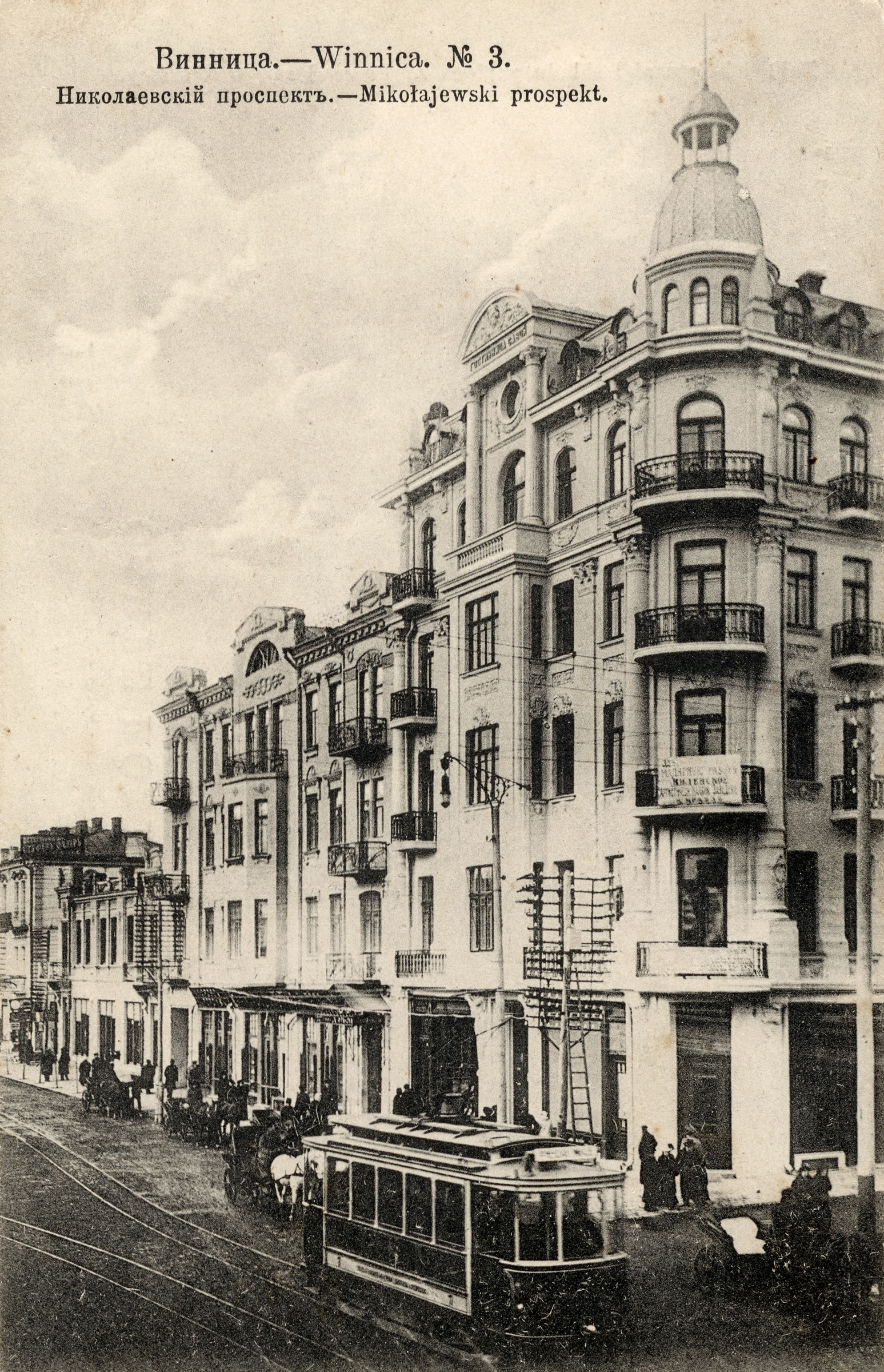
Отель «Савой».
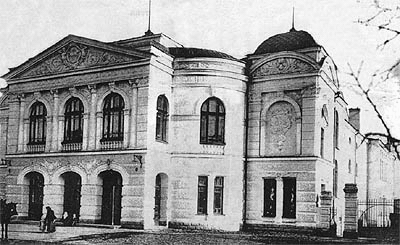
Винницкий драматический театр.
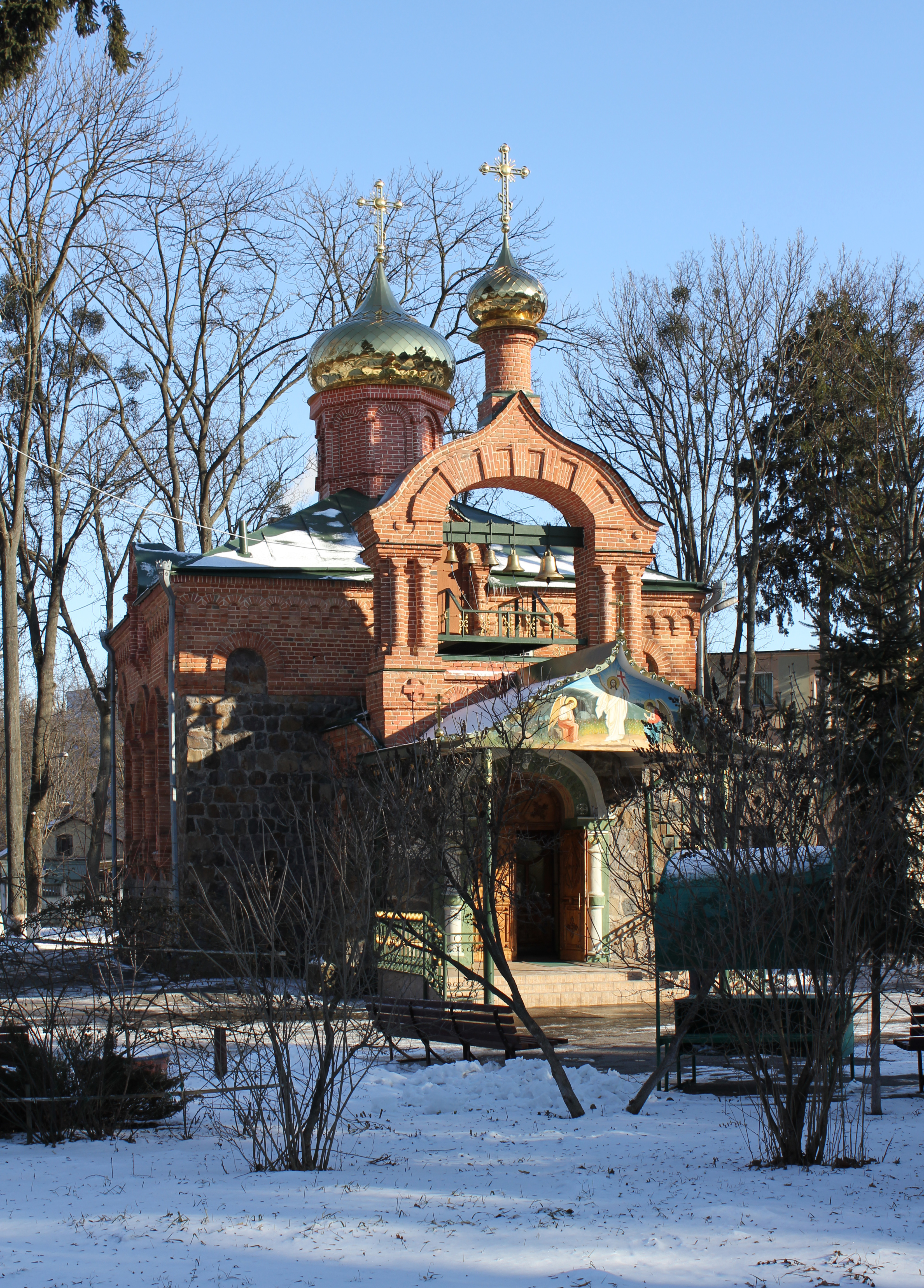
Церковь Воскресения Христова.

## Память

Памятник Григорию Артынову в центре Винницы

В Виннице одна из центральных улиц, распланированная и застроенная по проектам Артынова, по решению городского совета переименовали в улицу Архитектора Артынова.